# Marys Patterson
Marys Adela Patterson (* 16. Oktober 2001) ist eine kubanische Leichtathletin, die sich auf den Siebenkampf spezialisiert hat.

## Sportliche Laufbahn
Erste internationale Erfahrungen sammelte Marys Patterson im Jahr 2019, als sie bei den U20-Panamerikameisterschaften in San José mit 5420 Punkten die Silbermedaille im Siebenkampf gewann. 2021 siegte sie mit 5663 Punkten bei den erstmals ausgetragenen Panamerikanischen Juniorenspielen in Cali und 2023 siegte sie mit 5978 Punkten bei den Zentralamerika- und Karibikspielen in San Salvador. Zudem gewann sie dort mit übersprungenen 1,81 m die Bronzemedaille im Hochsprung hinter der Dominikanerin Marysabel Senyu und Glenka Antonia aus Curaçao. Anschließend belegte sie bei den Panamerikanischen Spielen in Santiago de Chile mit 5270 Punkten den sechsten Platz.
2022 wurde Patterson kubanische Meisterin im Siebenkampf sowie 2023 im Hochsprung.

## Persönliche Bestleistungen
- Hochsprung: 1,86 m, 5. Juli 2023 in San Salvador
- Siebenkampf: 6113 Punkte, 11. März 2023 in Havanna